# Застава Брунеја
Застава Брунеја је усвојена 29. септембра 1959. док је земља била под британским протекторатом. Застава се почела користити 1. јануара 1984. када је Бурнеј стекао независност. 
Застава има грб Брунеја центриран на жутој позадини која је пресечена црним и белим дијагоналама које се официјено називају паралелограмима. Грб се састоји од полумесеца који је симбол ислама. Краци су му уједињени сунцобраном који је симбол монархије и две рукавице с обе стране. Испод полумесеца је врпца на којој арапским словима пише: „држава Бурнеј, боравиште мира“ и „Увек на услузи под вођством Бога“.
У југоисточној Азији жута је традиционално боја племства и може се наћи и на другим заставама.

## Галерија
- Застава Брунеја
(до 1906)
- Застава Брунеја
(1906–1959)
- Застава војске
- Застава морнарице